# Obszar Chronionego Krajobrazu Koszaliński Pas Nadmorski

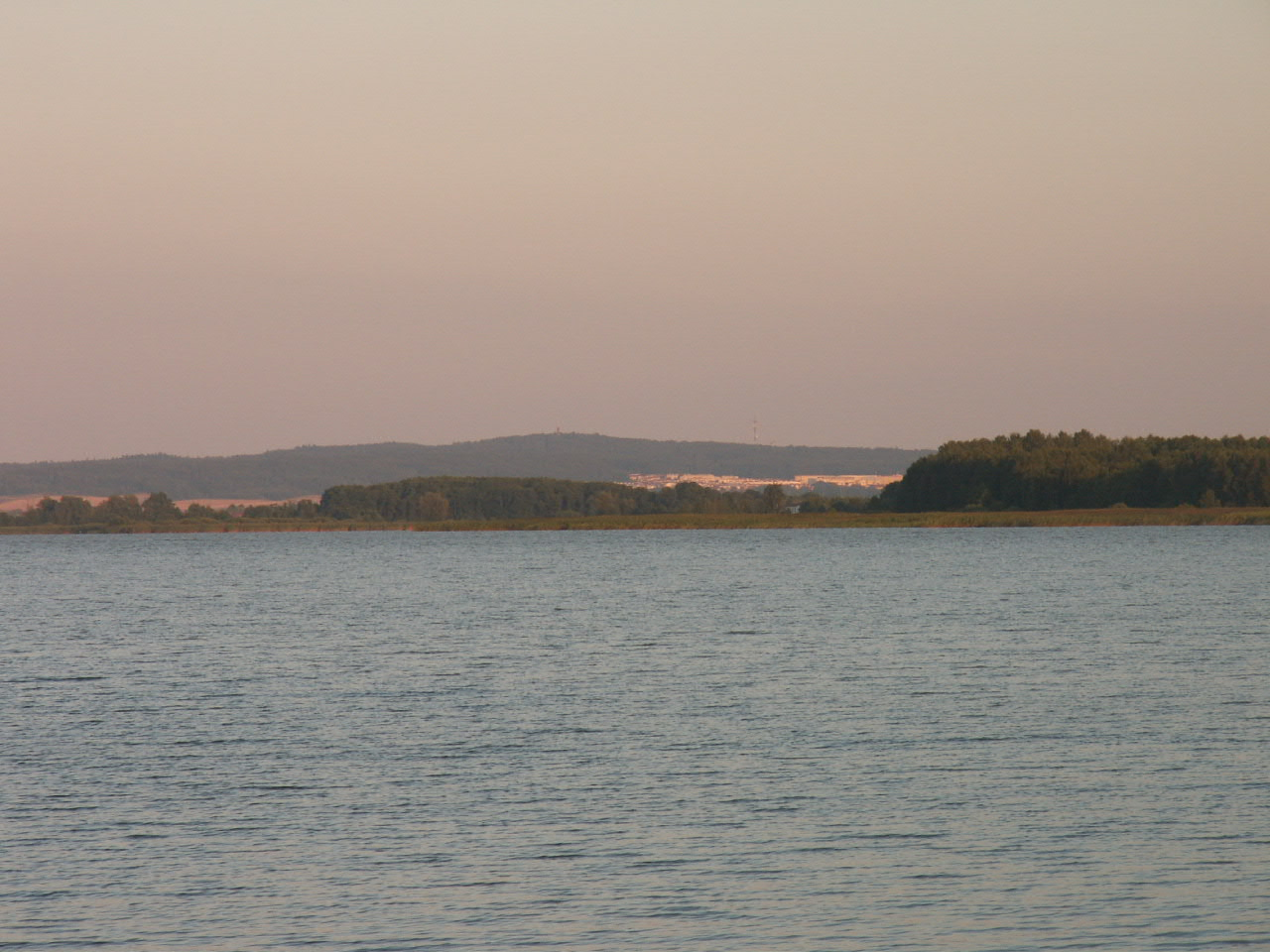
Widok na Górę Chełmską z przymorskiego jeziora Jamno

Koszaliński Pas Nadmorski – obszar chronionego krajobrazu o powierzchni 36 229 ha nad Morzem Bałtyckim w woj. zachodniopomorskim, obejmując pas wybrzeża od Dźwirzyna po Wicie, w trzech powiatach: kołobrzeskim, koszalińskim, sławieńskim oraz obszarze należącym do miasta Koszalina. Na jego terenie znajdują się wydmy nadmorskie, tereny leśne oraz łąki z roślinnością halofilną. Został utworzony w 1975 roku.
Obszar powołany został w celu ochrony walorów krajobrazowych i bioróżnorodności, utrzymania dotychczasowych wartości krajobrazu naturalnego i kulturowego, ochrony nadmorskich łąk podmokłych oraz ochrony szlaku wędrownego ptaków wróblowatych i drapieżnych.
Uwarunkowania zagospodarowania i użytkowania terenów określone są w Obwieszczeniu Sejmiku Województwa Zachodniopomorskiego z dnia 31 marca 2014 r.
Obszar chronionego krajobrazu charakteryzuje się takimi terenami jak: obszary klifowe, nadmorskie wydmy szare, początkowe stadia nadmorskich wydm białych, lasy mieszane na wydmach nadmorskich, żyzne buczyny, kwaśne buczyny, grąd subatlantycki, kwaśne dąbrowy, lasy łęgowe oraz łąki świeże użytkowane ekstensywnie i podmokłe łąki eutroficzne oraz przymorskie jezioro Jamno z mierzeją oraz przylegające do jeziora kompleksy lasów i bagiennych łąk.
W granicach Koszalińskiego Pasa Nadmorskiego znajdują się rezerwaty: Bielica, Łazy i Wydmy między Dźwirzynem a Grzybowem.
Obszar swoim zasięgiem obejmuje brzeg klifowy, porośnięty lasem sosnowo-brzozowym i brzeg morski; piaszczyste wydmy białe i szare z typową dla nich roślinnością; pofałdowany, pagórkowaty teren wysoczyzn morenowych, z licznymi obniżeniami wytopiskowymi okresowo wypełnionymi wodą, poprzecinany dolinami rzek i drobnych cieków, które kończą bieg w Bałtyku.
Teren Koszalińskiego Pasa Nadmorskiego należy do następujących gmin: miasto Kołobrzeg, gmina wiejska Kołobrzeg, gmina Ustronie Morskie, gmina Będzino, gmina Mielno, miasto Koszalin, gmina Sianów, gmina Manowo, gmina Dygowo, miasto Darłowo, gmina Darłowo.
Nadzór nad obszarem sprawuje Sejmik Województwa Zachodniopomorskiego.
Zachodnia część terenu została objęta specjalnym obszarem ochrony siedlisk o nazwie Trzebiatowsko-Kołobrzeski Pas Nadmorski.